# Озгюргюн, Хусейн
Хусейн Озгюргюн (тур. Hüseyin Özgürgün; род. 1965, Никосия, Кипр) — турецко-киприотский политик, премьер-министр с 16 апреля 2016 по 2 февраля 2018 года.
Хусейн Озгюргюн изучал политические науки в Анкарском университете и менеджмент в Великобритании. В 1998, 2003, 2005 и 2009 годах избирался членом парламента Турецкой Республики Северного Кипра. С февраля по декабрь 2006 года занимал пост председателя консервативной Партии национального единства. В 2004—2009 годах был членом Парламентской ассамблеи Совета Европы. С 2009 года стал министром иностранных дел и заместителем премьер-министра Турецкой Республики Северного Кипра в правительстве Дервиша Эроглу. С избранием Эроглу президентом, Озгюргюн с 23 апреля 2010 года исполнял обязанности премьер-министра, до назначения Ирсена Кючюка.
Озгюргюн женат и имеет двоих детей.